# Tariq Farooq

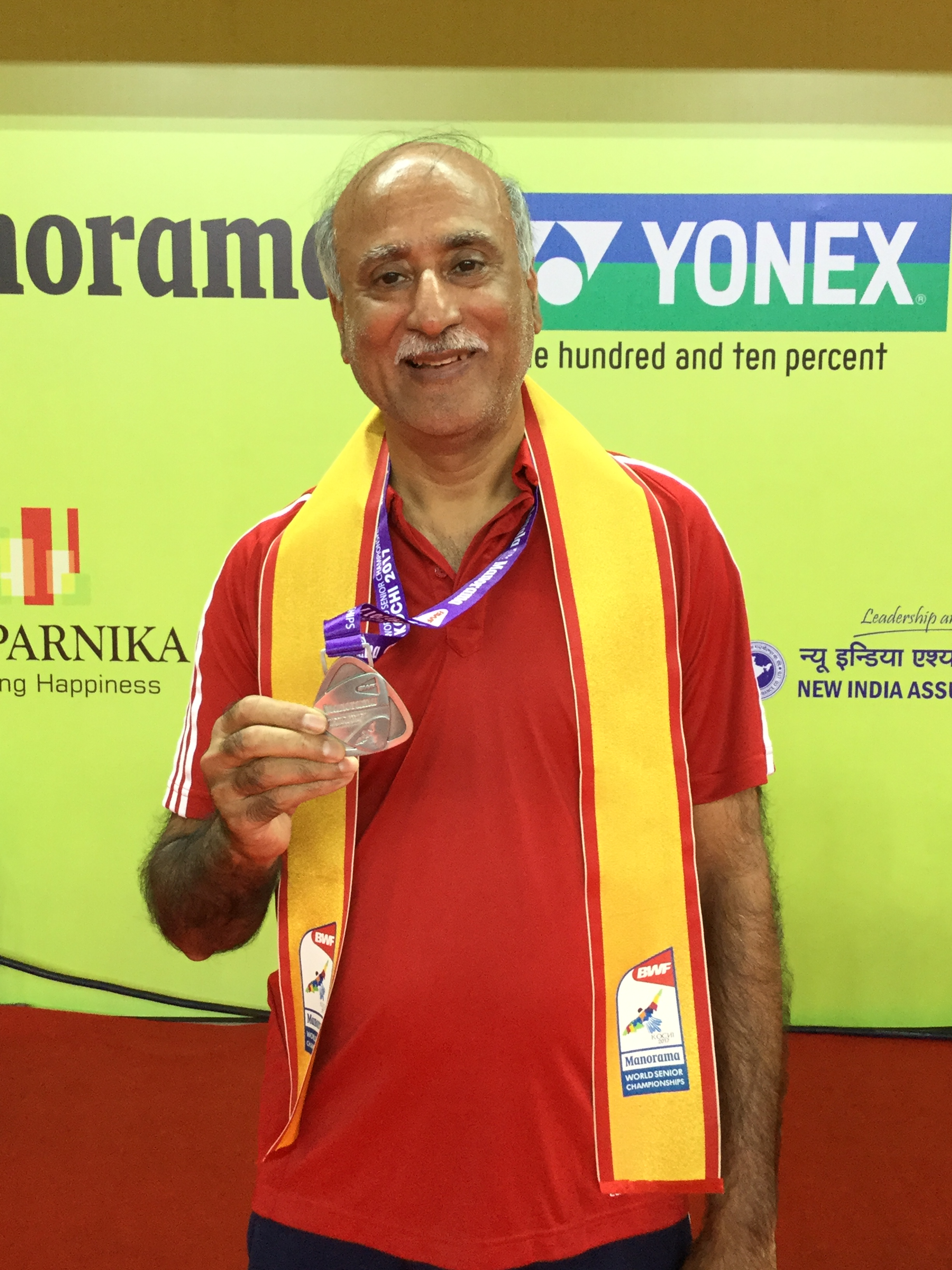
Tariq Farooq, 2017

Tariq Farooq (* 5. Dezember 1954 in Pakistan) ist ein österreichischer Badmintonspieler. Vor seiner Sport-Karriere studierte er Botanik, Chemie, Englisch sowie Zoologie an der Universität in Punjab und schloss dort 1981 die Sportausbildung als Badminton-Trainer an der Universität ab.

## Sportliche Karriere
Seiner ersten internationalen Erfolg feierte Farooq 1977 als Sieger des Herreneinzels der Portugal International.
Nach einer längeren Durststrecke meldete er sich 1984 mit dem Sieg bei den Malta International zurück. In der gleichen Saison gewann er auch die Internationalen Meisterschaften von Belgien und schaffte die Qualifikation für die WM in Calgary. Dort schied er jedoch gegen den späteren Viertelfinalisten Prakash Padukone in der ersten Runde aus. Zwei Jahre später wurde er mit 33 Jahren österreichischer Staatsmeister. Bei den Tschechoslowakischen Internationalen Meisterschaften, wo er regelmäßiger Teilnehmer war, belegte er 1989 den dritten Platz. 1992 gelang ihm mit den BC Feibra Linz der Gewinn des Europapokals.
Bei den Senioren-Europameisterschaften gewann er 1995, 1997 und 1999 jeweils Silber hinter Claus Andersen. Zu Gold reichte es erstmals bei den Senioren-Weltmeisterschaften 2003.
Nach 2005 war er als Nationaltrainer in Pakistan, der Türkei und Katar tätig. Nach seiner Rückkehr nach Österreich trainierte er die Bundesliga-Mannschaft des BSC 70 Linz sowie die Jugendmannschaft des gleichen Vereins. Später leitete er die NÖ-Landesliga-Mannschaft der Badminton Union St. Peter/Au. Diese führte er erfolgreich von der Oberliga an die Spitze der Landesliga.

## Sportliche Erfolge
| Saison    | Veranstaltung                         | Disziplin    | Platz    | Name           |
| --------- | ------------------------------------- | ------------ | -------- | -------------- |
| 1977      | Portugal International                | Herreneinzel | 1        | Tariq Farooq   |
| 1984      | Malta International                   | Herreneinzel | 1        | Tariq Farooq   |
| 1984/1985 | Belgian International                 | Herreneinzel | 1        | Tariq Farooq   |
| 1985      | Badminton-Weltmeisterschaft           | Herreneinzel | 1. Runde | Tariq Farooq   |
| 1987      | Österreich: Einzelmeisterschaft       | Herreneinzel | 1        | Tariq Farooq   |
| 1989      | Czechoslovakian International         | Herreneinzel | 3        | Tariq Farooq   |
| 1992      | Europapokal                           | Mannschaft   | 1        | BC Feibra Linz |
| 1995      | Senioren-Europameisterschaft 40+      | Herreneinzel | 2        | Tariq Farooq   |
| 1997      | Senioren-Europameisterschaft 40+      | Herreneinzel | 2        | Tariq Farooq   |
| 1999      | Senioren-Europameisterschaft 40+      | Herreneinzel | 2        | Tariq Farooq   |
| 2001      | Senioren-Europameisterschaft 45+      | Herreneinzel | 1        | Tariq Farooq   |
| 2002      | Senioren-Europameisterschaft 45+      | Herreneinzel | 3        | Tariq Farooq   |
| 2002      | World Masters Games 2002 der IMGA 45+ | Herreneinzel | 1        | Tariq Farooq   |
| 2003      | Senioren-Weltmeisterschaft 45+        | Herreneinzel | 1        | Tariq Farooq   |
| 2004      | Senioren-Europameisterschaft 45+      | Herreneinzel | 3        | Tariq Farooq   |